# Zenki
Zenki (鬼神童子ZENKI, Kishin Dōji Zenki) é uma serie de manga/anime. Produzida em 1995 pelo Studio Deen, a série possui cinquenta e um episódios ele começou como mangá escrito por Kikuhide Tani e ilustrado por Yoshihiro Kuroiwa e foi publicado na revista Shonen Jump de 1992 a 1996.

## Sinopse
Enno Ozuno, mestre de um templo Enno usava um demônio espirito guardião, Zenki, para derrotar a Deusa Demôniaca Karuma. Depois de derrotar Karuma, ele selou Zenki em um pilar até que ele seja preciso de novo.
Séculos depois, seu descendente, uma garota estudante chamada Chiaki Enno (役 小明) conseguiu livrar Zenki, que tomou a forma de uma criança. Ela usa o bracelete dela para o demônio se transformar de volta na poderosa criatura que derrotou Karuma, e junto a Zenki as semente de Karuma (que parecem olhos) começam a aparecer e transformar as pessoas em monstros e Zenki precisa de novo purifica-los.

## Mangá
Ao todo são 12 volumes publicados mensalmente pela Shonen Jump e 7 volumes foram reeditados.

## Trilha sonora
- "Kishin Douji Zenki" por Hironobu Kageyama e Hitomi Takimoto

- "Chou Kishin ZENKI, Raigou Sei Rin!" por Hironobu Kageyama e Mitsuko Horie

## Videogames
- Super NES: 3 games
- Game Gear: 1 game
- PC-FX: 1 game